# Бобринецкий уезд
Бо́бринецкий уе́зд — административно-территориальная единица (уезд) в составе Херсонской губернии Российской империи, существовавшая в 1828—1865 годах. Центр — город Бобринец.

## История
В 1776 году в составе Новороссийской губернии был образован Елисаветградский уезд. В 1784 году он был отнесён к Екатеринославскому наместничеству, в 1795 году — к Вознесенскому наместничеству, в 1796 году — к Новороссийской губернии, в 1802 году — к Николаевской губернии, в 1803 году — к Херсонской губернии.
6 декабря 1828 года из упразднённых и переданных в ведомство военных поселений Елисаветградского и Ольвиопольского уездов Херсонской губернии был образован Бобринецкий уезд, при этом казённое село Бобринец получило статус уездного города.
В 1857 году военные поселения и округа пахотных солдат были упразднены и переданы в управление Министерства государственных имуществ Российской империи.
С 1865 года уездное управление было переведено из Бобринца в Елисаветград, с переименованием Бобринецкого уезда в Елисаветградский, а Бобринец был обращён в заштатный город Елисаветградского уездa Херсонской губернии (Собр. Зак. и Распор. 1865 г., 21 февр., № 26, ст. 167.).